# 菅沼千紗の魅力に落ちるチャンネル(ぬまおち)
菅沼千紗の魅力に落ちるチャンネル(ぬまおち)は、ニコニコチャンネルで2019年5月6日から放送が開始されたトークバラエティ番組。

## 番組概要
女性声優・菅沼千紗がよりたくさんの人に自身の魅力を知ってもらうべく、色々な事に挑戦したり、日常の事を話す中で感じてもらい、菅沼千紗の魅力の沼に落ちてもらおうという生放送番組。通常の生放送の他に有料会員限定の特典動画や放送後の写真などを載せたブロマガの視聴が可能となっている。
2019年5月6日から月1回の生放送という放送形式から始まり、2020年4月19日に行われた特別回「菅沼千紗の魅力に落ちる生放送～おうちでぬまおち第2弾～」の生放送にて月2回の配信へと変更される事が発表。放送形式としては、月1回の生放送と月1回のラジオ配信となり、ラジオ配信は『ヒトリのコト』と呼ばれている。以降、2020年5月からは「菅沼千紗の魅力に落ちる生放送」 「ラジオ『ヒトリのコト』」の配信が行わるようになった。

## コーナー

### 菅沼千紗の魅力に落ちる生放送
ふつおた
リスナーから送られた番組の感想・質問などのおたよりをもとに菅沼千紗が話すコーナー。
夢おち
毎回さまざまなシチュエーションのエチュードに、リスナーから募集した登場させたい人や物を「単語」を使用して挑戦するコーナー。
私の知っている沼あるある
菅沼に教えたい、リスナーが落ちた沼のあるあるを紹介するコーナー。
他にも番組にゲストが来た際は、菅沼とゲストが互いに聞いてみたい質問をスケッチブックに書いてそれについて話すコーナーなどが存在する。

### ラジオ『ヒトリのコト』
ふつおた
リスナーから送られた番組の感想・質問などのおたよりをもとに菅沼千紗が話すコーナー。
○○やねんのコーナー
ボケキャラのイメージが強くなってきてしまっている菅沼にツッコミをさせてあげるコーナー。毎回違ったツッコミセリフに合うようなおたよりを募集している。
菅沼千紗のへにょへにょお悩み相談室
菅沼がリスナーの悩みに答えたり、答えなかったり、へにょへにょお悩み相談に乗っていくコーナー。

## 出演者
- 菅沼千紗

## 放送回

### 菅沼千紗の魅力に落ちる生放送
| 放送日       | 放送回 | ゲスト              | 備考 |
| ------------ | ------ | ------------------- | --- |
| 2019/5/6     | 第0回  |                     | 特番という形から放送内にて、レギュラー化される事が決定された。 |
| 2019/5/6     | 第1回  | 野村麻衣子          | |
| 2019/6/19    | 第2回  | 社本悠              | |
| 2019/7/26    | 第3回  | 礒部花凜            | |
| 2019/8/23    | 第4回  | 成海瑠奈            | |
| 2019/9/18    | 第5回  |                     | |
| 2019/10/16   | 第6回  | 芝崎典子            | |
| 2019/11/20   | 第7回  |                     | 『水炊き 豊満』での初スタジオ外放送。 |
| 2019/12/27   | 第8回  | 礒部花凜            | |
| 2020/1/31    | 第9回  | 永井真里子          | |
| 2020/2/26    | 第10回 | 結名美月            | |
| 2020/3/18    | 第11回 | 楠木ともり          | |
| 2020/4/28    | 第12回 | 田中美海            | |
| 2020/5/16    | 第13回 | 八巻アンナ          | |
| 2020/6/12    | 第14回 | 芝崎典子            | |
| 2020/7/28-29 | 第15回 |                     | 28日から菅沼千紗の誕生日である翌日29日にかけてバースデーカウントダウン放送が行われた。放送内で、「菅沼千紗の魅力に落ちるPHOTOBOOK~bride~」の制作が発表された。                                        |
| 2020/8/25    | 第16回 | 峯田茉優            | |
| 2020/9/17    | 第17回 | 北原沙弥香          | |
| 2020/10/21   | 第18回 | 八巻アンナ          | 特別なハロウィン衣装での放送された回。放送内で、「菅沼千紗の魅力に落ちるPHOTOBOOK~bride~発売記念WEBサイン会& 1on1 ZOOM MEETING」や「菅沼千紗×礒部花凜クリスマススペシャルライブ」の開催が発表された。 |
| 2020/11/25   | 第19回 | 天野聡美            | |
| 2021/1/13    | 第20回 |                     | |
| 2021/2/12    | 第21回 | 野村麻衣子/弘松芹香 | |
| 2021/3/12    | 第22回 | 河野ひより          | |
| 2021/4/17    | 第23回 | 結名美月            | |
| 2021/5/14    | 第24回 | 近藤玲奈            | |
| 2021/6/24    | 第25回 | 峯田茉優/川口莉奈   | |
| 2021/7/28-29 | 第26回 |                     | ぬまおちpresents 菅沼千紗誕生祭2021 お誕生日カウントダウンSP放送 |
| 2021/8       |        | 延期                | |
| 2021/9/      | 第27回 |                     | |

### ラジオ『ヒトリのコト』
| 放送日     | 放送回 | 備考 |
| ---------- | ------ | --- |
| 2020/5/29  | 第1回  | |
| 2020/6/25  | 第2回  | |
| 2020/7/15  | 第3回  | |
| 2020/8/18  | 第4回  | |
| 2020/9/30  | 第5回  | |
| 2020/10/28 | 第6回  | |
| 2020/11/22 | 第7回  | |
| 2020/12/19 | 第8回  | |
| 2021/1/26  | 第9回  | |
| 2021/2/28  | 第10回 | |
| 2021/3/27  | 第11回 | |
| 2021/4/24  | 第12回 | |
| 2021/5/26  | 第13回 | |
| 2021/6/12  | 第14回 | 第13回の放送でヒトリのコト1周年のメールからお悩み相談が話題に挙がり、今回から『菅沼千紗のへにょへにょお悩み相談室』という題目で放送されるようになった。 |
| 2021/7/22  | 第15回 | |
| 2021/8/15  | 第16回 | |

## イベント・特別回

### 開催・放送
菅沼千紗の魅力に落ちる公開収録 Vol.01
2019/11/10 開催の公開録音イベント。
東京カルチャーカルチャーで、昼・夜の2回行われた公開収録。普段の生放送とは少し違った企画などが行われた。
菅沼千紗の魅力に落ちる生放送～おうちでぬまおち～
2020/4/11 配信の特別生放送。
『菅沼千紗の魅力に落ちるイベント 壱ノ沼』イベントでも発売予定だったイベントグッズを公開したり、普段とは少し違った特別な内容の放送が行われた。番組の感想などは、「#おうちでぬまおち」でツイートされた。
菅沼千紗の魅力に落ちる生放送～おうちでぬまおち第2弾～
2020/4/19 配信の特別生放送。
2020/4/19に開催予定だった『菅沼千紗の魅力に落ちるイベント 壱ノ沼』のイベント延期にあたり、配信となった特別生放送。ゲストに礒部花凜を迎えて、イベントの際に予定していた様々なことなどを行った。その際に、月2回の配信へと変更される事が発表された。番組の感想などは、「#おうちでぬまおち」でツイートされた。
菅沼千紗の魅力に落ちるPHOTOBOOK~bride~発売記念WEBサイン会& 1on1 ZOOM MEETING
2020/11/14 開催の配信イベント。
菅沼千紗の魅力に落ちるPHOTOBOOK~bride~、他新グッズの販売に合わせて行われた配信イベント。WEBサイン会は3時間強に及ぶ長時間行われた。1on1 ZOOM ミーティングは新グッズのフルコンプリートセット購入者限定でZOOMを用いて、菅沼と1対1で会話を行った。
菅沼千紗×礒部花凜クリスマススペシャルライブ
2020/12/25 開催の配信イベント。
「礒部花凜のどなたか助けてくれませんか？」と「菅沼千紗の魅力に落ちるチャンネル(ぬまおち)」の合同イベントで学園祭学園の生バンドで行われた配信ライブ。配信内で開催が延期されていた『菅沼千紗の魅力に落ちるイベント 壱ノ沼』のリベンジ公演が発表された。番組の感想などは、「#ちさとかりんとクリスマス」でツイートされた。
菅沼千紗の魅力に落ちるイベント 壱ノ沼　リベンジ
2021/4/10 イベント開催
2020/4/19の開催が延期されていた『菅沼千紗の魅力に落ちるイベント 壱ノ沼』のリベンジ公演。ゲストに八巻アンナを迎えて行われた。番組テーマ曲「Mr.Fallin」が初披露された。他にも様々な新情報がイベントで発表された。
かりんのHP×ぬまおち×典たま 3番組合同イベント
2021/4/11 イベント開催
「礒部花凜のどなたか助けてくれませんか？」 「菅沼千紗の魅力に落ちるチャンネル(ぬまおち)」 「芝崎典子のたまにはいいよね」の3番組合同イベント。
菅沼千紗の魅力に落ちる旅DVD＿詳細発表生放送
2021/6/2
番組初のDVD発売にあたり、沖縄に行ったロケの裏話や発売情報、リリースイベントの内容などを公開。
【超限定版】菅沼千紗の魅力に落ちる旅DVD~沖縄編~　オンラインイベント
菅沼千紗と1on1 ZOOM ミーティングイベント。超限定版購入者特典で参加。
【超限定版】菅沼千紗の魅力に落ちる旅DVD~沖縄編~　お渡し会
菅沼千紗と会場にてお話できるお渡しイベント。超限定版購入者特典で参加。

## 番組グッズ
キャラアニにて、「菅沼千紗の魅力に落ちるチャンネル（ぬまおち）」グッズ] が販売されている。
菅沼千紗の魅力に落ちる旅DVD~沖縄編~は、一部の通販サイト・アニメ関連サイトにて販売されている。